# 東名パワード
東名パワード（とうめいパワード、Tomei Powered inc.）は、東京都町田市に本社を置く1968年創業の老舗チューニングパーツメーカー。

## 概要
1968年、神奈川県川崎市宮前区野川で東名自動車という名で設立された。1994年に町田市の新社屋への移転に際し、近隣に同名の修理工場があった為、東名パワードへと名称変更した。
2輪レースチームの城北ライダースが母体になったと言われ、創設メンバーは鈴木誠一や久保和夫など、大半が城北ライダースの出身者。社長は鈴木誠一の実弟、経理会計担当の鈴木修二が務めた。レース用パーツの開発、販売や、レーシングマシンのメンテナンスなどを行い、日本における本格的なレーシングコンストラクターの先駆けと評された。看板ドライバーだった鈴木誠一が日産・大森ワークスと契約していたため、東名自動車時代は日産のサテライトチーム（セミワークス）的な存在であり、スクーデリア日産などの準ワークスと肩を並べるような実績を残している。
1985年には同社の一部有志が独立する形で、東名エンジンおよび東名スポーツが設立されている。
1970〜1980年代まで鈴木誠一（1974年に死去）や高橋健二、萩原光、木下隆之などのドライバーを擁し、積極的にレース活動を行っていたが、1990年以降は直接のレース活動はほとんど無く、レース用パーツやチューニング用パーツの開発、製造、販売が主な内容で、レース活動そのものは、東名エンジンや東名スポーツが引き継ぐ形となっている。
2014年2月に子会社であったTOMEI POWERED USAを分社。以降、技術、開発含め日本とは別会社とする。
2021年2月より、兵庫県を拠点とする中古車・新車・日本車・輸入車の総合メガディーラー「ジーライオングループ」が資本参加。ジーライオングループの一員となり再スタートした。